# باتريك كيرش
باتريك كيرش (بالألمانية: Patrick Kirsch)‏ هو لاعب كرة قدم ألماني، ولد في 1981 في كيرن في ألمانيا. لعب مع فيهين فيسبادن ونادي ساندهاوزن ونادي كوبلنتس.

## وصلات خارجية
- باتريك كيرش على موقع قاعدة بيانات كرة القدم.إي يو (الإنجليزية)
- باتريك كيرش على موقع بيانات كرة القدم. دي إي (الألمانية)
- باتريك كيرش على موقع عالم كرة القدم.نت (الإنجليزية)